# Edmundo Ros
Edmundo William Ros (Puerto España, Trinidad y Tobago, Indias Occidentales Británicas, 7 de diciembre de 1910 - Alicante, España, 21 de octubre de 2011) fue un músico, vocalista y director de orquesta, conocido internacionalmente por su fusión de la música latinoamericana tradicional y moderna. En el mundo anglosajón, se le llama a veces con el sobrenombre de "King of Latin American Music" ("El rey de la Música Latinoamericana").

## Vida
Edmundo Ros, era hijo de una maestra venezolana Luisa Urquart con ascendientes africanos, y su padre William Hope-Ross era escocés, por lo que poseía nacionalidad venezolana y británica. Sus padres se separaron siendo muy joven, por lo que se trasladó en 1927 con su madre a Caracas, Venezuela, ingresando después en la Escuela de Música y Declamación de la Academia de Bellas Artes bajo la dirección del maestro Vicente Emilio Sojo. En esa época en plena dictadura del general  Juan Vicente Gómez se le despertaron sus aficiones musicales al entrar a formar parte de la Banda Marcial de Caracas donde tocó el bombardino durante unos 4 años y timbales en la nueva Orquesta Sinfónica de Venezuela fundada por el maestro Sojo. En junio de 1937, con una beca del gobierno del General Eleazar López Contreras se trasladó a Londres, Inglaterra, para estudiar música clásica y composición en la Academia Real de Música. Pronto volvió a tocar música popular.
En 1939, formó su propia banda de rumba al estilo de la Lecuona Cuban Boys de Armando Oréfiche. En 1941, se ganó el reconocimiento con la canción Los Hijos de Buda  grabada por el sello Parlophone y tocaba regularmente en el elegante club londinense Coconut Grove de Regent Street, que atraía a muchos miembros de la alta sociedad y de la familia Real incluyendo a la entonces princesa Isabel de Windsor. Durante los últimos dos años finales de la Segunda Guerra Mundial  la oficialidad aliada prefería la música de Ros a la las big band de Tommy Dorsey  o Glenn Miller que visitaban Londres con frecuencia.
En 1946 poseía un club, una escuela de danza, una compañía discográfica y una agencia de artistas. Su banda creció hasta los 16 músicos y era invitada con frecuencia al palacio de Buckingham. Su álbum The Wedding Samba vendió tres millones de copias en 1949 ().
En 1951, compró el club Coconut Grove y lo rebautizó como 'Edmundo Ros' Dinner and Supper Club. El local se hizo popular por su atmósfera y su música que rivalizaba con bandas emergentes como los Beatles y los Rolling Stones hasta que cerró en 1965 cuando la asistencia de público disminuye por la legalización de los casinos en Londres. 
En 1975 (a la edad de 65 años) se retira y se traslada a Jávea, Alicante (España).
El 8 de enero de 1994, dio su último concierto público. Le fue concedida la Orden del Imperio Británico por su majestad, la reina Isabel II, en la Honours List de fin de año del 2000.
Murió centenario el 21 de octubre de 2011.

## Datos
- El gran poeta venezolano Andrés Eloy Blanco lo nombra en un artículo humorístico titulado "UN VENEZOLANO DESTRUYE UN HOGAR INGLES" que hace referencia a la época en la que Edmundo Ros vivía en Londres.[3]

- Su disco Rhythms of The South (1957) fue uno de los primeros discos estéreo LP de alta fidelidad.

- Estuvo con Decca Records de 1944 a 1974.

## Discografía
He aquí algunos de los discos publicados por Edmundo Ros:
- Edmundo Ros And His Rumba Band, 1939-1941, LP
- Tropical Magic, 1942-1944, LP
- Cuban Love Song, 1945, LP
- Samba, 1957, LP
- Holliwood Cha Cha Cha, 1959, LP
- On Broadway, 1959, LP
- Hi Fi-esta, 1960, LP
- Show Boat/Porgy & Bess, LP
- Ros at the Opera
- Broadway goes Latin
- Rhythms of the South
- Latin Carnival
- New Rhythms of The South
- Latin Boss...Señor Ros
- Latein Amerikanische Rhythmen
- Arriba
- Latin Hits I Missed
- Strings Latino!
- Hair Goes Latin
- Heading South of the Border
- The Latin King
- This is My World
- Caribbean Ros
- Ted Health vs Edmundo Ros
- Sunshine and Olé! London SP44229
- Heading South London SP44153
- Give My Regards to Broadway
- Caterina Valente & Edmundo Ros: Latin Together
- Caterina Valente & Edmundo Ros: Olé Mambo
- Doin' the Samba, CD
- Rhythms of the South/New Rhythms of the South, CD
- Good! Good! Good! CD
- Strings Latino/Latin Hits I Missed CD
- That Latin Sound
- Canción Cubana
- Mambo Jambo, Naxos, CD
- The Wedding Samba

Dos de sus canciones más conocidas son "Melodie d' amour" y "Cuban Love Song".